# Období Heian
Období Heian (japonsky 平安時代, Heian-džidai) je označení pro historické období Japonska, které spadá do let 794–1185, respektive 1192 n. l. Předcházelo mu období Nara (710 až 794 n. l.) a následovalo jej období Kamakura. Období Heian bylo nazváno po novém hlavním městě, kterým se v roce 794 n. l. stalo Heian-kjó (dnešní Kjóto). Během tohoto období začal upadat vliv Číny na japonskou kulturu, i když ještě v roce 838 bylo k čínskému dvoru vysláno japonské poselstvo. Příčinou snížení čínského vlivu bylo japonské osamostatnění a pojaponštění převzatých institucí z Číny. V roce 894 n. l. již japonští aristokraté odmítli vyslat další poselstvo z důvodu „úpadku čínské civilizace“.

## Politické dějiny
V tomto období začala více přecházet volná půda, která byla odvodňována, do soukromého vlastnictví nebo do vlastnictví církevních institucí. Pro zisk různých daňových a správních výhod se v 8. století začala roztříštěná soukromá hospodářství slučovat pod patronací mocných rodů. Vzniklá hospodářství se nazývala šóen (jap. 荘園) a v jejich čele stál zpravidla vlivný dvorský aristokrat nebo venkovský šlechtic. Došlo tak k decentralizaci moci a některé instituce přerostly v rodové vlády.

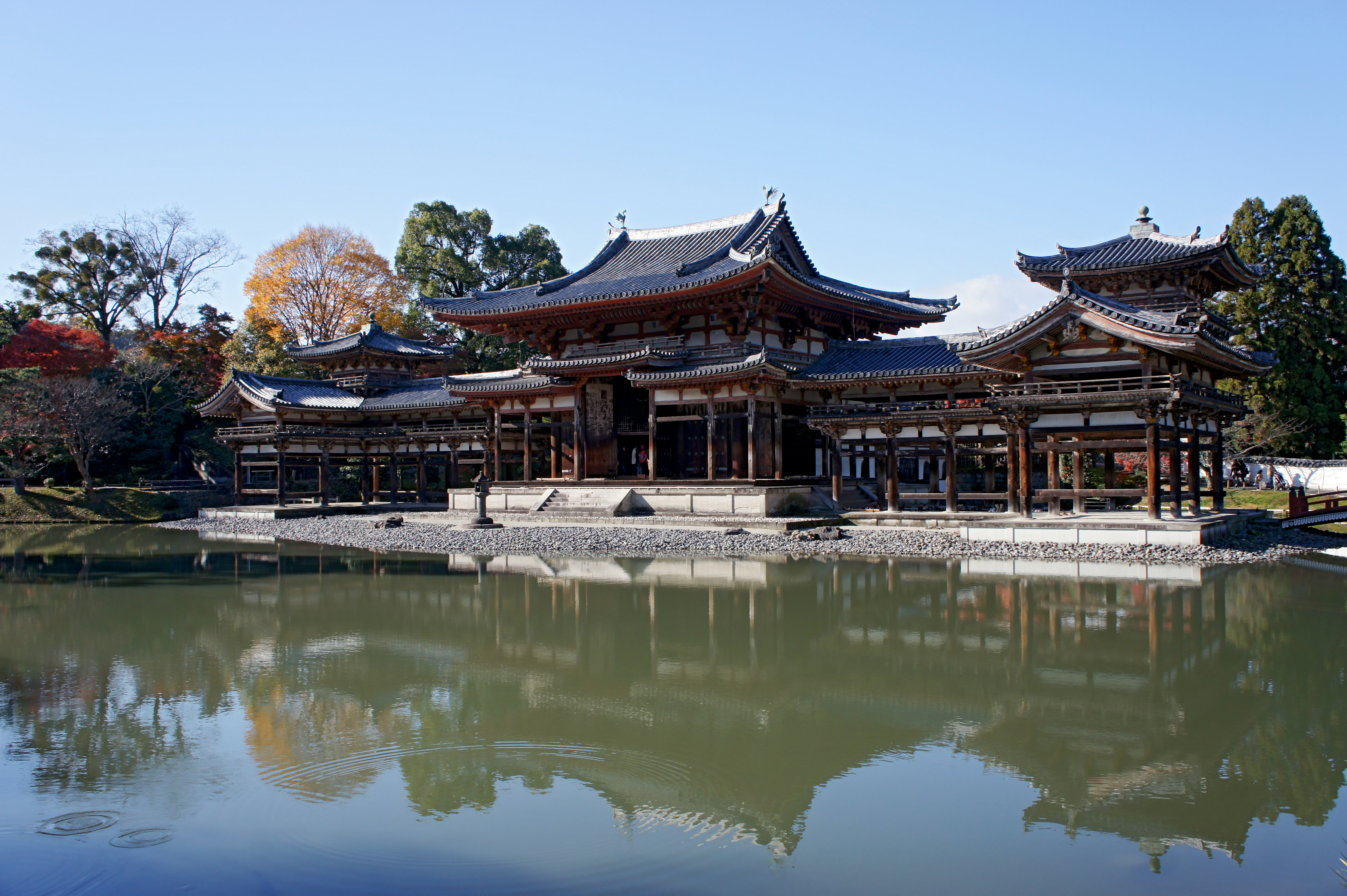
Bjódóin, buddhistický chrám ve městě Udži z 11. století

Jeden z těchto rodů byl rod Fudžiwara, který získal v 9. století svou sňatkovou politikou a množstvím šóenů, které vlastnil, téměř úplnou kontrolu nad císařským rodem. Hlava rodu Jošifusa dosadil v roce 858 n. l. svého vnuka z císařského rodu na Chryzantémový trůn. Protože nový císař byl teprve sedmiletý, nechal se Jošifusa jmenovat jeho regentem (seššó, jap. 摂政). Jeho nástupce Motocune se stal regentem podobným způsobem. Vytvořil dokonce novou funkci regent kampaku (jap. 関白), když se stal regentem již dospělého císaře, který nastoupil na trůn v roce 884 n. l. Z vlivu rodu Fudžiwarů se císařský dvůr vymanil až v roce 1072, kdy s rodem Fudžiwarů nespřízněný císař Go-Sandžó abdikoval ve prospěch svého syna prince Sadahita, pozdějšího císaře Širakawy. Císař Go-Sandžó chtěl z pozadí řídit vládu svého syna, ale půl roku po své abdikaci zemřel. Základy nového systému tak plně rozvinul až jeho syn Širakawa. Jako čtyřiatřicetiletý v roce 1086 abdikoval ve prospěch svého syna Horikawy a odešel do kláštera, odkud z pozadí ovlivňoval vládu svého syna. Tato forma vlády se nazývala insei (jap. 院政) a pokračovala zhruba další století, přestože rod Fudžiwara s císařským rodem i nadále soupeřil o vládnoucí moc.

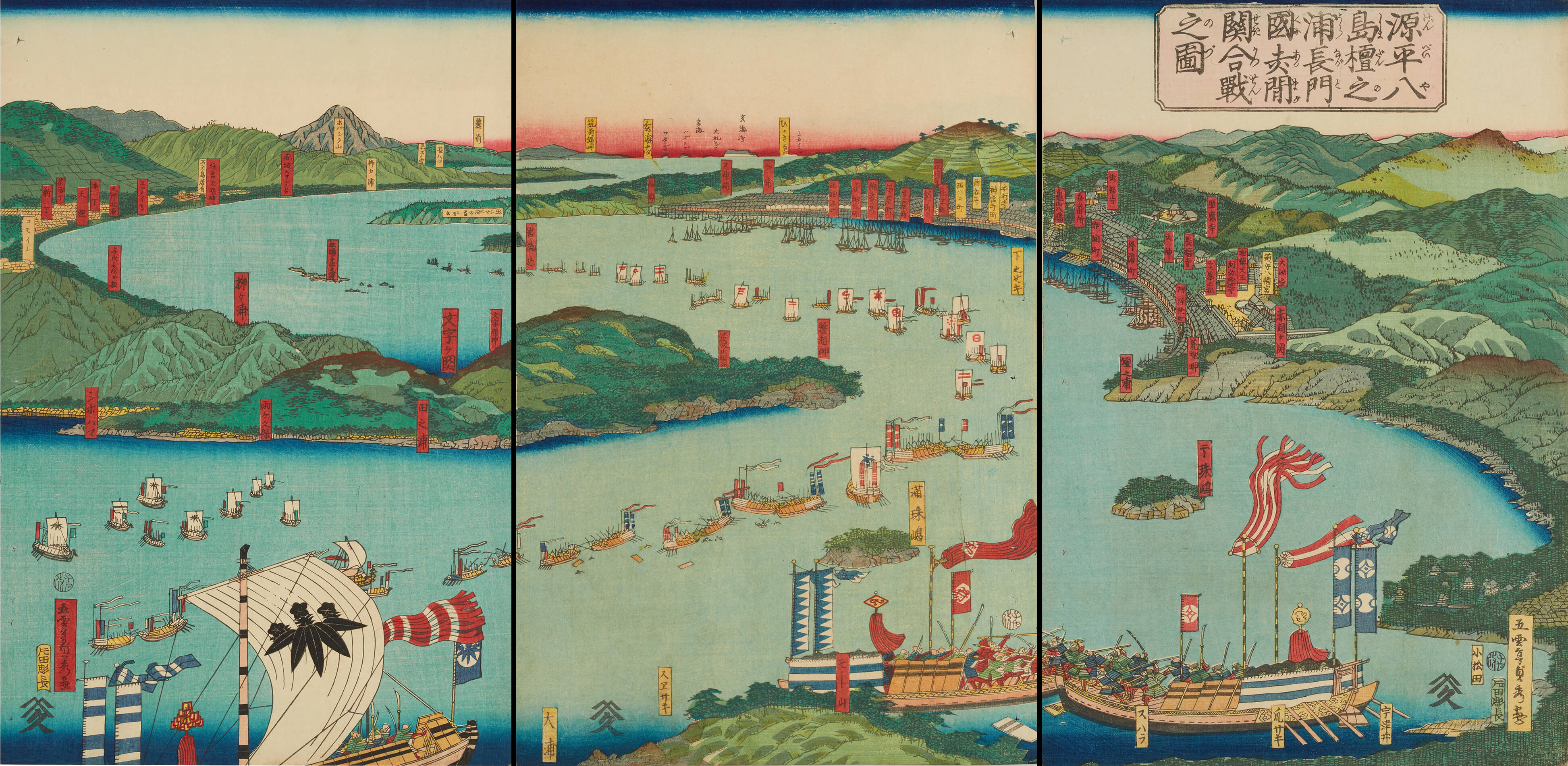
Malba z 12. století znázorňující bitvu u Dannoury, která se udála 25. dubna 1185

Tento zápas o vládu a intriky ve stylu insei nakonec vedly k oslabení moci císařského dvora, čímž se k vládě dostaly vojenské klany z provincií, které si postupně vybudovaly vlastní ozbrojené družiny. Systém soukromých statků šóen totiž sice poskytl obyvatelstvu ochranu před úředníky státní správy, ale ne před místními bandity a piráty z oblasti Vnitřního moře. Jedna z větví takového klanu, rodu Minamoto sídlícího ve východní části Japonska, se v roce 1031 zbavila jedné z větví rodu Taira a mezi lety 1051 a 1088 dalších dvou rodů ze severního Honšú, se kterými soupeřila. Rody Minamotů a Tairů se pak snažily celou první polovinu 12. století získat přízeň císařského dvora nebo rodu Fudžiwarů.
V roce 1156 se po smrti císaře Go-Toby střetli jeho dva synové. Podporovaly je každý z rodů Minamoto a Taira. Rod Taira během bojů (Nepokoje éry Hógen, Nepokoje éry Heidži) získal vedoucí postavení a převážná část rodu Minamoto byla vyvražděna. Hlava rodu Taira Kijomori Taira provdal svou dceru za císaře a v roce 1180 dosadil na trůn svého vnuka Antokua. Jeho snaha však oslabila spojenectví s ostatními klany a dosazení císaře Antokua vedlo k povstání (Genpeiská válka). Do jeho čela se postavil Joritomo Minamoto, jeden z přeživších členů minamotského rodu, který žil ve vyhnanství na poloostrově Izu. Spolu se svým bratrem Jošicunem dobyl Heian-kjó, vyhnal klan Tairů a definitivně je porazil v roce 1185 v bitvě u Dannoury. Touto bitvou skončilo období Heian.

## Kultura
Z dobových děl je cítit atmosféra rozkladu a nadcházející katastrofy. V hlavním městě však dvořané díky příjmům z venkovských statků žili stále v přepychu. Důležitou roli hrály krásno a dojem. Vzniká zenové umění čajového obřadu a aranžování květin (ikebana), na jaře se začíná oslavovat svátek Hanami – pozorování květů sakury. Japonská společnost se soustředila na rozvoj domácích prvků a tradic, i když přejaté prvky zcela neopustila.
Zavedení foneticky psaného písma, hiragany a katakany, které se vyvinulo z přejatého čínského písma. Toto zjednodušení vedlo k rozvoji literatury. Vznikla Sbírka starých a nových básní (Kokinšú), psaly i dvorní dámy, z nichž nejznámější je Murasaki Šikibu, autorka díla Příběh prince Gendžiho (Gendži Monogatari). Další z děl jsou Důvěrné sešity paní Sei Šónagon (Sei Šónagon no makura no sóši). Ke konci období Heian se objevil další literární žánr a to romanticky laděné příběhy z období vlivu Fudžiwarů na císařský dvůr. Období mezi lety 889 až 1092 n. l. líčí Vyprávění o skvělých časech (Eiga monogatari) a období mezi lety 850 až 1025 dílo Velké zrcadlo (Ókagami).

## Císaři období Heian[5]
- Kammu (781–806) 桓武天皇
- Heizei (806–809) 平城天皇
- Saga (809–823) 嵯峨天皇
- Džunna (823–833) 淳和天皇
- Ninmjó (833–850) 仁明天皇
- Montoku (850–858) 文德天皇
- Seiwa (858–876) 清和天皇
- Józei (876(877)–884) 陽成天皇
- Kókó (884–887) 光孝天皇
- Uda (887–897) 宇多天皇
- Daigo (897–930) 醍醐天皇
- Suzaku (930–946) 朱雀天皇
- Murakami (946–967) 村上天皇
- Reizei (967–969) 冷泉天皇
- En'jú (969–984) 圓融天皇
- Kazan (984 –986) 花山天皇
- Ičidžó (986–1011) 一條天皇
- Sandžó (1011–1016) 三條天皇
- Go-Ičidžó (1016–1036) 後一條天皇
- Čógen 1028
- Go-Suzaku (1036–1045) 後朱雀天皇
- Go-Reizei (1045–1068) 後冷泉天皇
- Go-Sandžó (1068–1072) 後三條天皇
- Širakawa (1072–1086) 白河天皇
- Horikawa (1086–1107) 堀河天皇
- Toba (1107–1123) 鳥羽天皇
- Sutoku (1123–1141) 崇德天皇
- Konoe (1141–1155) 近衛天皇
- Go-Širakawa (1155–1158) 後白河天皇
- Nidžó (1158–1165) 二條天皇
- Rokudžó (1165–1168) 六條天皇
- Takakura (1168–1180) 高倉天皇
- Antoku (1180–1183) 安德天皇
- Go-Toba (1183(1184)–1198) 後鳥羽天皇